# ميهو موسوليشفيلي
ميهو موسوليشفيلي (بالجورجية: მიხო მოსულიშვილი؛ 10 ديسمبر 1962) هو كاتب جورجياً.

## حياته
تخرج موسوليشفيلي في عام 1986 من جامعة تبليسي الحكومية. بعد ذلك، عمل كجيولوجي وكصحفي في صحف مختلفة، ونشر العديد من القصص الجورجية، والروايات والمسرحيات، وترجم ثلاث روايات بوريس أكونين. تم تنفيذ مسرحياته في جورجيا في المسارح، على شاشات التلفزيون وعلى الراديو. وترجمت بعض أعماله إلى اللغة اللاتفية والإنجليزية والألمانية والأرمنية والروسية. أعماله الرئيسية هي «رحلة بدون تون» ورواية السيرة الذاتية «فازا-بشافيلا».
ومن أشهر أعماله ورواياته :
- بلدي ريدبريست، غلوسا النشر، 2015
- لوداكيا كوكاسيا، أوستاري بوبليشينغ، 2014
- بيج شي-بير[1]، سونج بوبليشينغ، 2013
- نهر الروح، إنتليكتي النشر، 2012
- من أي مكان إلى أي مكان، سونج النشر، 2012
- هيليسا[2]، أوستاري بوبليشينغ، 2012
- ذي ستون أوف غريس، سيستا بوبليشينغ، 2011
- فازا-بشافيلا، بيغاسي بوبليشينغ، 2011
- بيكاسو تقريبا وقليلا بوش، من اليمين، ساري النشر، 2010
- سوانز وندر سنو، ساري بوبليشينغ، 2004
- بنديلا، ساري بوبليشينغ، 2003
- فلايت ويثوت a كاسك، باكور سولاكوري بوبليشينغ، 2001؛ غومباتي، 2007، 2011
- ذي كنيت أوف ذي ونتيميلي تايم، بستسيلر بوبليشينغ، 1999
- سباس إن ذي فرتيكال، ميراني بوبليشينغ، 1997
- فريسكوز أون a مونليت داي، ميراني بوبليشينغ، 1990
- ذي مان أوف ذي فوريست، مينيستري أوف كولتور كوليجيوم، 1988

## روابط خارجية
- ميهو موسوليشفيلي على موقع IMDb (الإنجليزية)

- ميهو موسوليشفيلي على موقع IMDb (الإنجليزية)